# ストロベリームーン

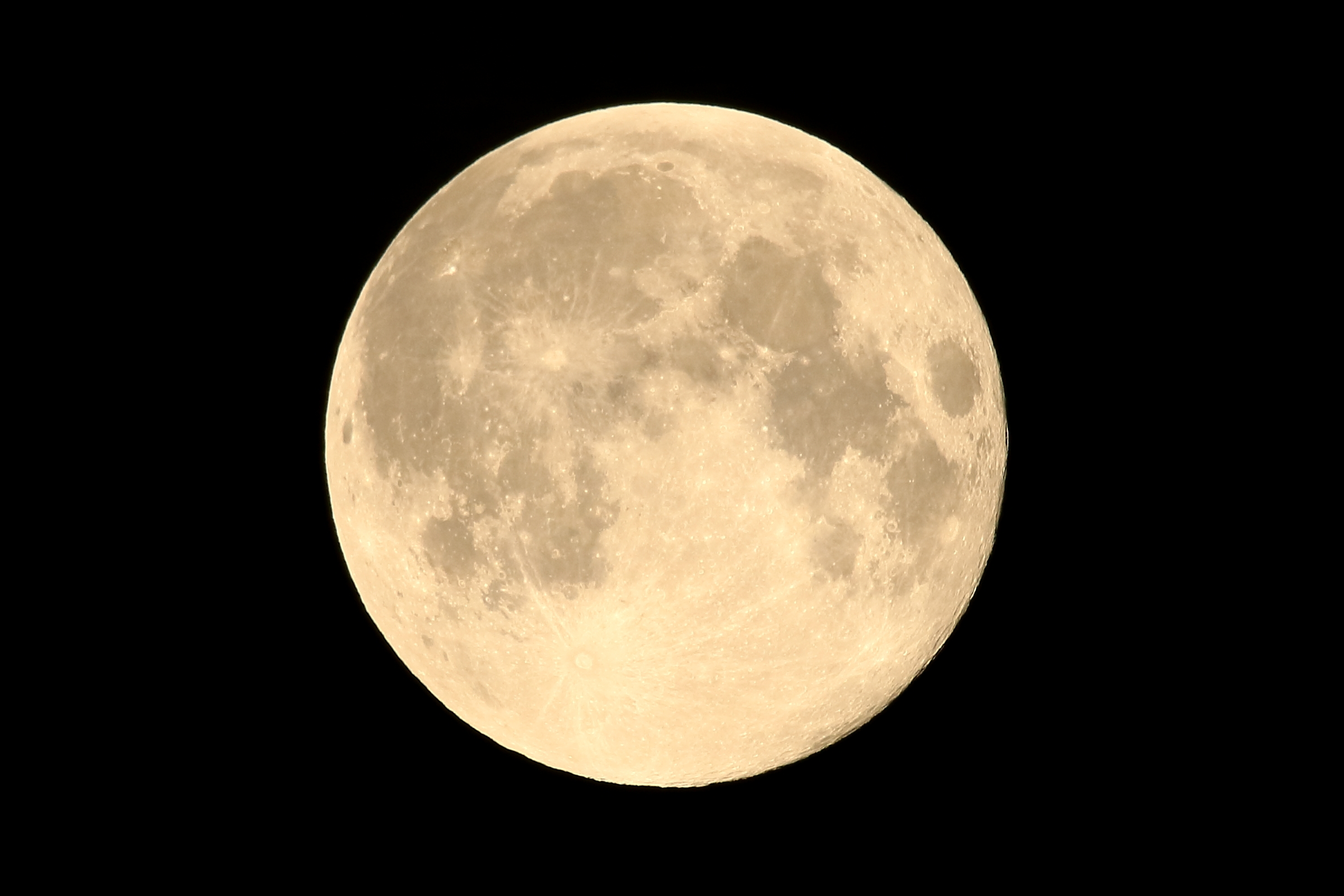
日本で観測された2018年6月29日（28日深夜）のストロベリームーン（満月）

ストロベリームーン（英語: strawberry moon）は、6月の満月を指す俗称。
正式な天文学の用語ではなく、名称はアメリカ先住民の風習に由来するものであり、色とは関係がない。

## 由来
アメリカ合衆国・五大湖の西側に暮らすオジブワ族は、農耕や狩猟が困難な森林地帯を生活の場とし、野生の木の実や種子を採集する暮らしを送ってきたことから、その時に採集できるものを月の呼び名としてきた。その中の1つにストロベリームーンがある。すなわち、イチゴの収穫時期に昇る月のことを指して呼んだ名称である。
ほかの国や地域では別の名称で呼ばれている。例えばヨーロッパでは、ハニームーン、ミードムーン、フルローズムーンなどの呼び名がある。

### 「赤い月」

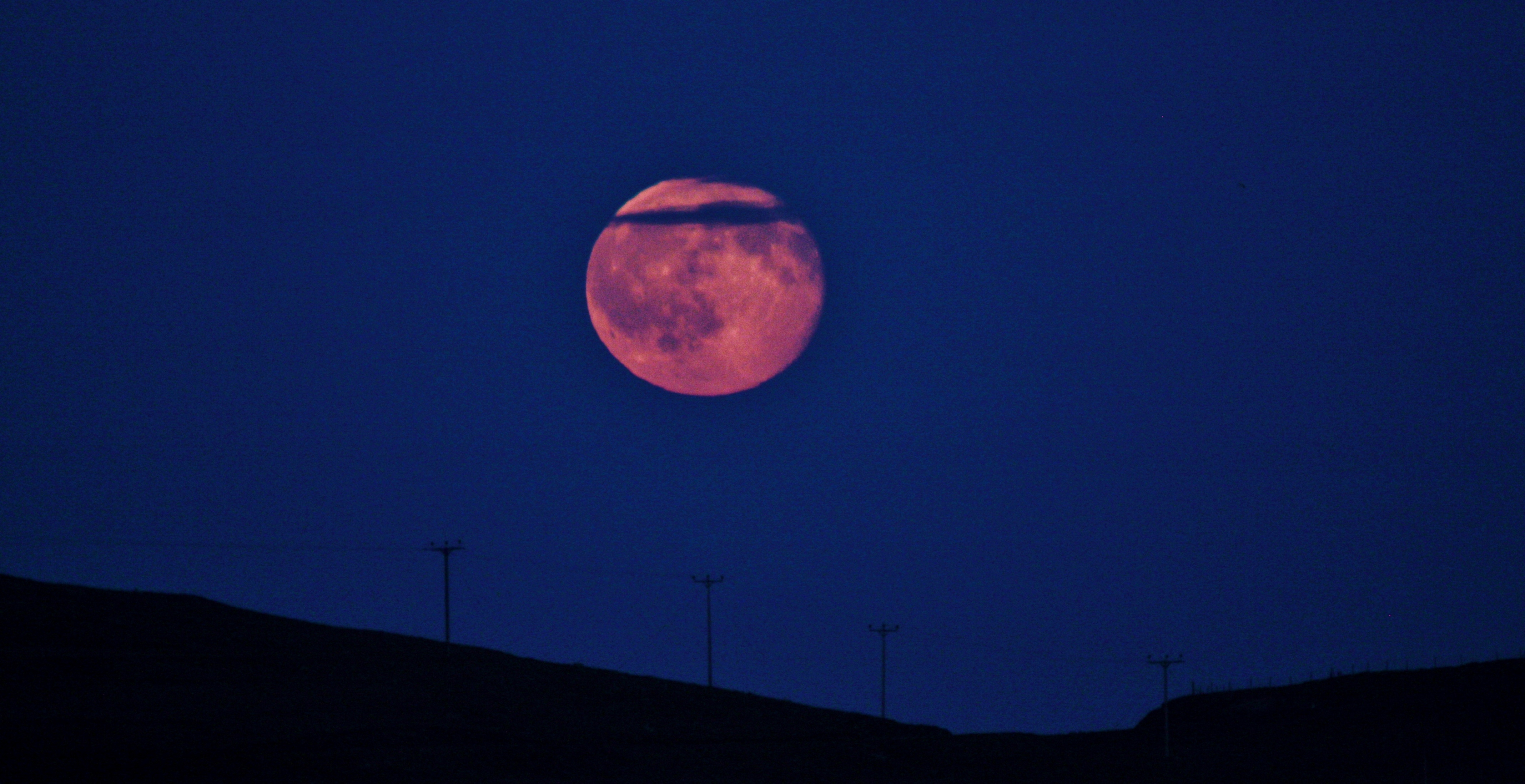
赤みがかった満月
2015年6月3日撮影

日本では2010年代後半からマスメディアで盛んに取り上げられるようになり、その際に月がイチゴのように赤く見えるため名付けられたという誤情報が広まった。
赤といってもイチゴのような鮮やかな赤やピンクに月が染まるわけではなく、あくまで赤みや黄色みがかって見えるという程度である。また場所や気候によっては必ずしも赤い月になるわけではない。月が赤く見える原理は、夕日が赤く見えるのと同じである。月が地平線近くにあるときに月の光のうちの波長が長い赤い光が吸収されずに残ることで赤く見えるのである。夏至の頃には月が空の低い位置を通るため、赤い月が観測しやすくなる。
2016年のストロベリームーンの際にはTwitter上でストロベリームーンとハムがよく似ていることが話題になった。

## ストロベリームーンと恋愛
ストロベリームーンには「恋を叶えてくれる月」の異名があり、好きな人と一緒に見ると結ばれる、恋愛運が上がるという俗信がある。その由来は、出所不明であるが、ストロベリームーンというかわいらしい名前と色とされる。日本には、これにちなんだ恋愛成就イベントを開催する企業も存在する。
ストロベリームーンに限らず、満月は大きなお腹、子供を宿した子宮、充実した人生などの象徴とされ、恋愛に幸運をもたらすものと考えられてきた。1つの説として、満月の時期に排卵を迎える女性が多いことが恋愛と結びつけられたものとされ、古代ギリシャ人・ケルト人、中世ドイツのユダヤ人は満月の日にしか結婚しなかった歴史がある。